# トライアンソロジー〜三面鏡の国のアリス〜
『トライアンソロジー〜三面鏡の国のアリス〜』は、同人サークル「07th Expansion」による日本のビジュアルノベル作品。略称は『トンソロ』。
2015年4月1日、07th Expansion公式サイトとTwitterにて制作を発表。約五年の企画・構想を経た後、『ひぐらしのなく頃に奉』から二年ぶりの新作として2016年8月31日に発売された。

## 概要
Key発売のゲーム「Rewrite」にてシナリオライターとして参加していた田中ロミオ・都乃河勇人・竜騎士07の三人が再集結し、それぞれが独立した3つの世界を描いている。キャラクターデザインはたつひこ、伊東フミ、竜騎士07が担当する。それぞれが担当する物語は、以下の通りである。
| タイトル                                         | シナリオ   | キャラクターデザイン |
| ------------------------------------------------ | ---------- | -------------------- |
| カントリーガアル                                 | 田中ロミオ | たつひこ             |
| 学園恋愛（と呼ぶにはおこがましい）アドベンチャー | 都乃河勇人 | 伊東フミ             |
| ベスピオ2438                                     | 竜騎士07   | 竜騎士07             |

## あらすじ
腸裂きのアリスなる魔女が紡ぐ、三つの世界を巡る物語。
カントリーガアル
のどかな田舎を舞台とする世界。
学園恋愛（と呼ぶにはおこがましい）アドベンチャー
都会の学園を舞台とする世界。
ベスピオ2438
戦時中の遠い未来を舞台とする世界。

## 登場人物
アリス
魔女。腸裂きのアリスとの二つ名を持つ。
イチョウ
精霊。
ウサギ
アリスの親友。

### カントリーガアル
稲葉幹彦
夏樹宮
二ツ森 桂子
氷川伊与
稲葉康明
富岡弥生
石塚

### 学園恋愛（と呼ぶにはおこがましい）アドベンチャー
天原畏人
烏丸飛鷹
赤沢記葉
真部ゆかり
九条雪那
桐原日向
鷹取風香
水宮日名子
久遠寺美峰
彩条寺カレン

### ベスピオ2438
ファルコ
ゴロー
ヴィオレッタ
ブラッド
アリス少佐
リワード大尉

## 主題歌
「ガレキのアリス」
オープニングテーマ。歌は木野寧・佐倉かなえ・本木咲黒、作詞は佐倉かなえ、作曲・編曲はxaki。
「ずっと、ふたり。」
カントリーガアルの挿入歌。歌はnayuta、作詞・作曲・編曲はdai。
「ふぞろいなリフレイン」
カントリーガアルのエンディングテーマ。歌は木野寧、作詞は本木咲黒、作曲・編曲はxaki。
「fluctuation」
学園恋愛（と呼ぶにはおこがましい）アドベンチャーのエンディングテーマ。歌は木本木咲黒、作詞は都乃河勇人、作曲・編曲はxaki。
「miłej podróży」
ベスピオ2438のエンディングテーマ。歌・作詞は佐倉かなえ、作曲・編曲はxaki。
「trianthologia」
オールラストエンディングテーマ。歌は佐倉かなえ・木野寧・本木咲黒、作詞は佐倉かなえ、作曲・編曲はxaki。

## 漫画
『カントリーガアル「トライアンソロジー〜三面鏡の国のアリス〜」より』として、2016年1月から10月にかけて『月刊ビッグガンガンおかわり』（スクウェア・エニックス）にて連載された。作画はたつひこ。
書誌情報
- 07th Expansion（竜騎士07×田中ロミオ）（原作）・たつひこ（作画）『カントリーガアル「トライアンソロジー〜三面鏡の国のアリス〜」より』スクウェア・エニックス〈ビッグガンガンコミックス〉、全2巻
  1. 2016年7月25日発売[5]、ISBN 978-4-7575-5066-7
  2. 2016年12月24日発売[6]、ISBN 978-4-7575-5203-6